# Győzedelmes Mária-templom (Bécs)
A Győzedelmes Mária-templom egy római katolikus plébániatemplom volt a Mariahilfer-Gürtelen, Bécs 15. (Rudolfsheim-Fünfhaus) kerületében, amelyet 2015-ben ortodox kopt egyháznak adományoztak. A Fünfhaus-i egyházközség 2016. június 30-ával megszűnt, területét a Reindorfi egyházközséghez csatolták.

## Az épület
A templom 1868 és 1875 között épült annak a Friedrich von Schmidt építész tervei alapján, aki a bécsi Városházát is tervezte, Neo-koragótikus stílusban. Schmidt már 1858-ban megalkotta egy templom terveit, anélkül, hogy ismerte volna annak felépítésének helyszínét. 
Az épületben a nyolc központi oszlopot kápolnák vesznek körül. A bécsi Győzedelmes Mária-templom belsejének kialakítása figyelemreméltó építészeti hasonlóságot mutat a kölni Szent Gereon-templom tízszög-formájú alaprajzával.
A jobb oldali mellékoltáron a Győzedelmes Mária képének másolata található, mely a templom nevét is adja. A védőszent ünneplésének a története a sérült csodatévő kép legendájára vezethető vissza, mely az 1620. november 8-i a Fehérhegyi csatában hozzájárult a Katolikus Liga győzelméhez, ami miatt a római Santa Maria della Vittoria templom is épült. 1985 óta a templom a Kalazanciusok rendjének irányítása alatt állt.
A kupola tetején lévő kis toronnyal együtt az épület 68 méter magas.

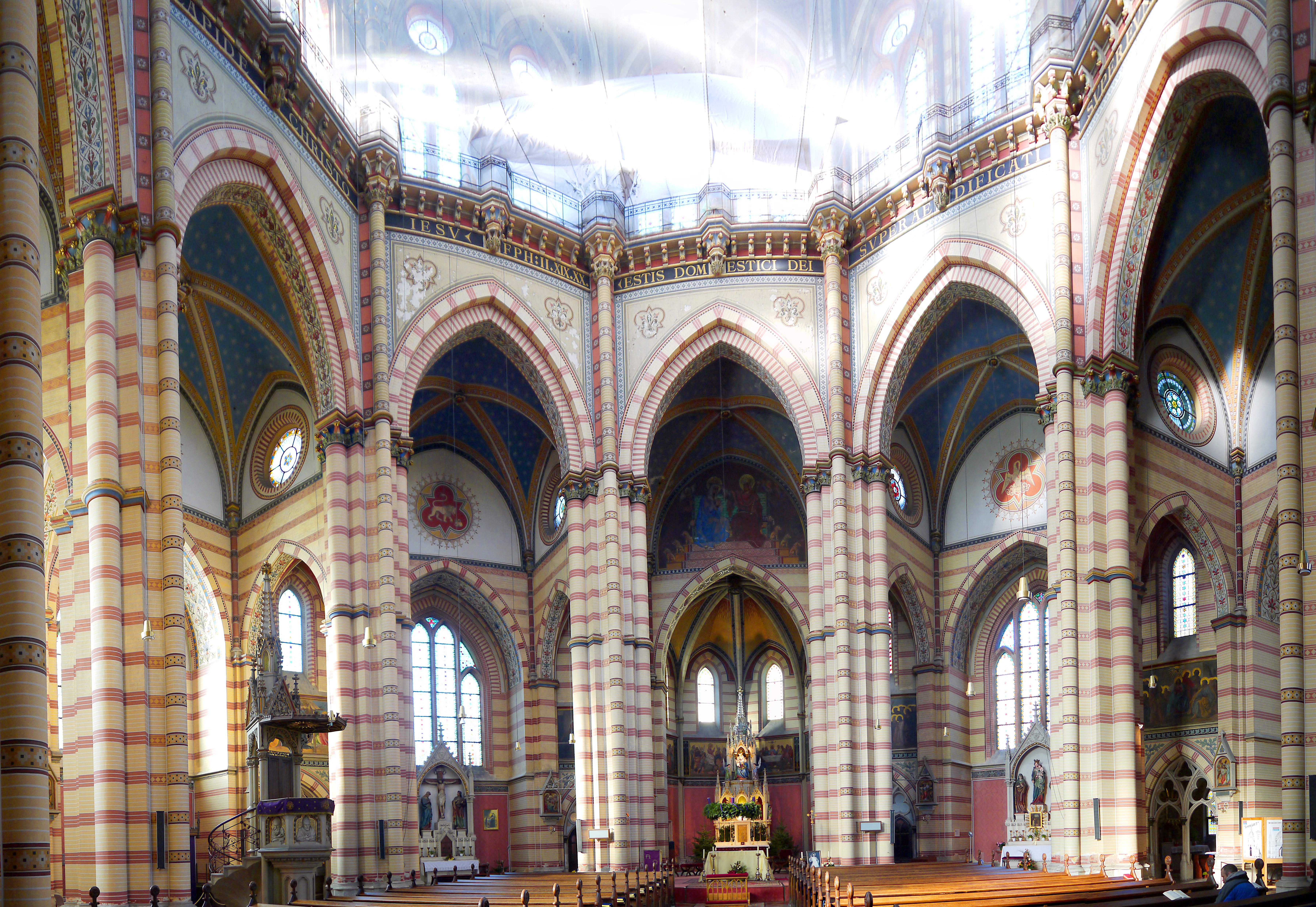
Belső nézet 270°

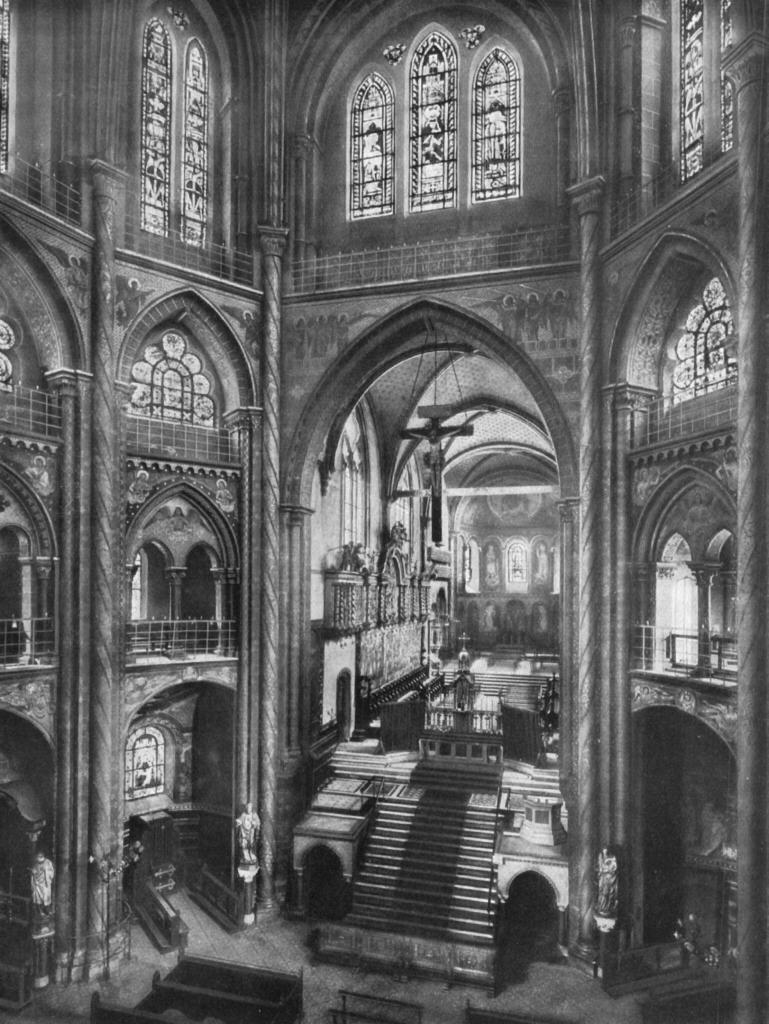
A Kölni Szent Gereon-templom